# جری برنت
جری برنت (انگلیسی: Jerry Berndt; ۱ ژانویهٔ ۱۹۴۳ – ۱ ژانویهٔ ۲۰۱۳) یک عکاس خبری و عکاس مستند آمریکایی بود. او در اواخر دهه ۱۹۶۰ در کامبت زون، بوستون کار کرد. پس از مرگ برنت نمایشگاه‌های انفرادی در مرکز ملی هنرهای پلاستیکی در پاریس و دایچتوهالن در هامبورگ به نام او برپا شده است. آثار او در مجموعه موزه هنر مدرن در شهر نیویورک نگهداری می‌شود.

## زندگی‌نامه
برنت در میلواکی، ویسکانسین، ایالات متحده آمریکا در یک خانواده کارگری به دنیا آمد. او به مدت سه دهه در بوستون، ماساچوست مستقر شد و از اواخر دهه ۱۹۶۰ شروع شد.
او یک عکاس خودآموخته بود که در منطقه‌ای از بوستون معروف به کامبت زون (۱۹۶۷-۱۹۷۰) کار کرد؛  او از یک پناهگاه بی‌خانمان در لانگ آیلند بوستون در اوایل دهه ۱۹۸۰. شرایط زندگی مردم در سان سالوادور (۱۹۸۴) و هائیتی در زمان ناآرامی‌های مدنی (۱۹۸۶-۱۹۹۱). جنگ اول قره باغ در ارمنستان (۱۹۹۳-۱۹۹۴)؛ و یتیمان از نسل کشی رواندا (۲۰۰۳-۲۰۰۴) عکس‌های مستند گرفت.
برنت در اواخر دهه ۱۹۹۰ به پاریس نقل مکان کرد. جسد او در ۱۰ ژوئیه ۲۰۱۳ در استودیوی خود در پاریس، احتمالاً در اثر حمله قلبی، در سن ۶۹ سالگی پیدا شد.